# Blaesoxipha thyceae
Blaesoxipha thyceae är en tvåvingeart som först beskrevs av Henry J. Reinhard 1945.  Blaesoxipha thyceae ingår i släktet Blaesoxipha och familjen köttflugor.
Artens utbredningsområde är Kalifornien. Inga underarter finns listade i Catalogue of Life.